# آتشفشان بلی
آتشفشان بلی (انگلیسی: Bely) یک کوه آتشفشانی در شبه‌جزیره کامچاتکای کشور روسیه است.